# Federico Fellini
Federico Fellini (Rimini, 20 gennaio 1920 – Roma, 31 ottobre 1993) è stato un regista, sceneggiatore, fumettista e scrittore italiano.
Considerato uno dei maggiori registi della storia del cinema, è stato attivo per quarant'anni, dal 1950 al 1990, realizzando diciannove film in cui ha "ritratto" una piccola folla di personaggi memorabili. Definiva sé stesso "un artigiano che non ha niente da dire, ma sa come dirlo". Ha lasciato opere ricche di satira e velate di una sottile malinconia, caratterizzate da uno stile onirico e visionario. I titoli dei suoi più celebri film - I vitelloni, La strada, Le notti di Cabiria, La dolce vita, 8½, Giulietta degli spiriti e Amarcord - sono diventati dei topoi citati, in lingua originale, in tutto il mondo.
I suoi film La strada, Le notti di Cabiria, 8½ e Amarcord hanno vinto l'Oscar al miglior film in lingua straniera. Candidato 12 volte al Premio Oscar, gli è stato conferito nel 1993 l'Oscar alla carriera. Ha vinto inoltre due volte il Festival di Mosca (1963 e 1987), la Palma d'oro al Festival di Cannes nel 1960 e il Leone d'oro alla carriera alla Mostra del Cinema di Venezia nel 1985.

## Biografia
(Federico Fellini)

### Infanzia e giovinezza
Federico Fellini nasce il 20 gennaio 1920 a Rimini, all'epoca in provincia di Forlì (oggi capoluogo di provincia), in una famiglia d'estrazione piccolo borghese. Il padre, Urbano Fellini (1894-1956), era un rappresentante di liquori, dolciumi e generi alimentari originario di Gambettola, una cittadina a poco più di 20 km a ovest di Rimini, mentre la madre, Ida Barbiani (1896-1984), era una casalinga originaria di Roma. Fellini segue studi regolari, frequentando il Ginnasio-Liceo classico "Giulio Cesare" di Rimini dal 1930 al 1938. Da adolescente rivela già il proprio talento nel disegno, che manifesta sotto forma di vignette e caricature di compagni e professori. Attentissimo a chi gli stava intorno, spesso ne imitava i gesti.
Il suo disegnatore preferito era lo statunitense Winsor McCay, inventore del personaggio di «Little Nemo». Ispirandosi al celebre personaggio, nella sua camera da letto aveva costruito con la fantasia un mondo inventato, nel quale immaginava di ambientare le storie che voleva vivere, raccontare e vedere al cinema. Ai quattro montanti del letto aveva dato i nomi dei quattro cinema di Rimini: da lì, prima di addormentarsi, prendevano forma le sue storie immaginifiche.
Fellini, fin dall'età di sedici anni, mostrava una grande attrazione per il cinema: infatti, nel suo libro Quattro film, descrive che, tra gli anni 1936 e 1939, usciva di casa senza permesso dei genitori ed entrava nei cinema nella sua città. A quell'età non pensava ancora di fare il regista, ma qualcosa a metà tra lo scrittore e l'illustratore.
Già prima di terminare la scuola, nel 1938, Fellini invia le proprie creazioni ai giornali. La prestigiosa «Domenica del Corriere» gli pubblica una quindicina di vignette nella rubrica "Cartoline del pubblico" (la prima appare sul numero del 6 febbraio 1938). Il settimanale politico-satirico fiorentino «Il 420», edito da Nerbini, gli pubblica numerose vignette e rubrichette umoristiche sino alla fine del 1939. Agli inizi dello stesso anno (4 gennaio 1939) Fellini si è trasferito a Roma con la scusa di frequentare l'Università, in realtà per realizzare il desiderio di dedicarsi alla professione giornalistica.

### Gli esordi

Il giovane Fellini

Fellini giunge nella capitale seguito dalla madre Ida, che nella città ha i suoi parenti, e dai due fratelli Riccardo e la piccola Maddalena; prende alloggio in via Albalonga 13, fuori porta San Giovanni (nel quartiere Appio-Latino). 

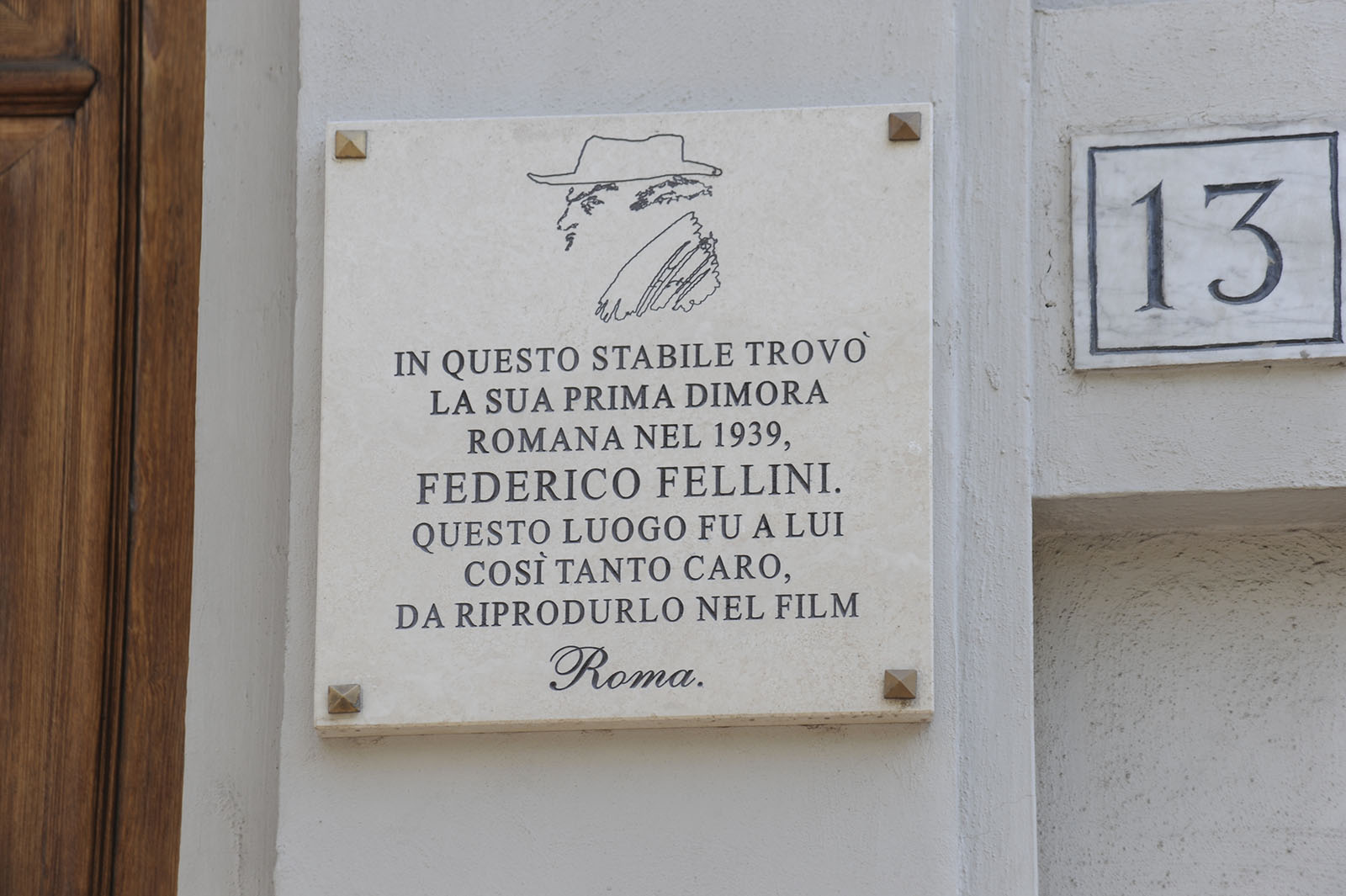
Targa a via Albalonga

Si iscrive alla Facoltà di Giurisprudenza ma non sosterrà mai un esame. Il suo vero obiettivo professionale è intraprendere il lavoro di giornalista. Esordisce infatti, appena tre mesi dopo il suo arrivo a Roma, nell'aprile 1939, sul Marc'Aurelio, la principale rivista satirica italiana, nata nel 1931 e diretta da Vito De Bellis. Collabora come vignettista, è autore di numerose rubriche (tra le quali È permesso…?, Il riflettore è acceso), vignettista e autore delle celebri "Storielle di Federico", divenendo una firma di punta del quindicinale. Il suo principale referente in questa fase è il disegnatore satirico e illustratore cinematografico Enrico De Seta. Nello stesso anno si reca a Cinecittà per la prima volta per intervistare l'attore Osvaldo Valenti (pubblicata su «Cinemagazzino»); sempre per un'intervista ha il primo incontro con Aldo Fabrizi, con il quale instaurerà una solida e duratura amicizia.

Federico Fellini accanto ad Aldo Fabrizi.

Il successo nel Marc'Aurelio si traduce in buoni guadagni e inaspettate offerte di lavoro. Comincia a scrivere copioni e gag di sua mano. Collabora ad alcuni film di Erminio Macario: Imputato, alzatevi! e Lo vedi come sei... lo vedi come sei? del 1939; Non me lo dire! e Il pirata sono io! del 1940; scrive le battute per gli spettacoli dal vivo di Aldo Fabrizi.

### La radio
Nel 1940 viene chiamato a collaborare con l'Ente Italiano Audizioni Radiofoniche (EIAR), avviando una breve stagione come autore radiofonico. Per quanto meno nota rispetto all'opera cinematografica, l'attività radiofonica di Fellini è importante poiché segna il suo esordio nel mondo dello spettacolo, nonché l'inizio del sodalizio artistico e affettivo con Giulietta Masina.
In questi anni Fellini firma una novantina di copioni, tra presentazioni di programmi musicali, riviste radiofoniche, fino alla celebre serie di ventiquattro radioscene Cico e Pallina. Trasmessa saltuariamente all'interno del programma di varietà Il terziglio fra il 1942 e il 1943, la serie si incentra sulle avventure di due giovani sposi dall'animo semplice e puro.
Il ruolo di Cico è di Angelo Zanobini, mentre Pallina è interpretata da una giovane attrice di rivista, Giulietta Masina, che Fellini conosce nel 1942 e che diventerà sua compagna inseparabile e interprete nei suoi film. Tra l'ampia produzione radiofonica di questi anni, anche le riviste scritte con Ruggero Maccari (tra le quali Vuoi sognare con me, in anni successivi interpretata da Paolo Poli, Riccardo Garrone, Gisella Sofio e Sandra Milo) e la toccante Una lettera d'amore (1942), incentrata su due giovani fidanzati analfabeti che si scambiano lettere d'amore fatte di fogli bianchi e che lascia presagire la poesia di successivi personaggi cinematografici come Gelsomina e Cabiria.
Nel luglio 1943 Giulietta presenta Federico ai propri genitori. Dopo l'8 settembre 1943, quando il proclama di Badoglio rese pubblico l'armistizio con gli Alleati, Fellini, invece di rispondere alla chiamata alla leva, convola a nozze con lei il 30 ottobre. Nei primi mesi di matrimonio vivono insieme nella casa della zia di Giulietta, Giulia, di famiglia benestante (i suoi congiunti possedevano a Milano il calzaturificio «Di Varese» e Giulia era vedova di Eugenio Pasqualin, preside del Liceo Tasso della capitale). Giulietta e Federico hanno di lì a poco un figlio, Pier Federico detto Federichino, nato il 22 marzo 1945 e morto appena un mese dopo la nascita, il 24 aprile.

### Prime esperienze da sceneggiatore

Federico Fellini (a sinistra) con Moraldo Rossi (a destra) sul set de Lo sceicco bianco, al centro l'attore Leopoldo Trieste

Tra il 1942 e il 1943 Fellini collabora alla sceneggiatura del film Quarta pagina (regia di Nicola Manzari) e di Avanti c'è posto... e Campo de' fiori di Mario Bonnard. Subito dopo l'arrivo delle forze alleate, apre nel 1944 a Roma con Enrico De Seta una bottega dal nome "The funny face shop", nella quale si dipingono caricature per i militari alleati in un locale di via Nazionale, insieme con il giornalista Guglielmo Guasta e i pittori Carlo Ludovico Bompiani e Fernando Della Rocca. Il progetto si espande e grazie a ciò ha il suo primo incontro con Roberto Rossellini, nel 1945.
Grazie a Rossellini, Fellini collabora alle sceneggiature di Roma città aperta e Paisà, film che aprono, assieme alle opere di altri autori, soprattutto Vittorio De Sica e Luchino Visconti, la stagione che verrà definita del Neorealismo cinematografico italiano. In Paisà Fellini ricopre anche il ruolo di assistente sul set. Sembra, inoltre, che abbia girato, in assenza di Rossellini, alcune scene di raccordo (di certo dirige una lunga inquadratura della sequenza ambientata sul Po). È il suo battesimo dietro la macchina da presa. Nel 1946 Fellini conosce Tullio Pinelli, torinese, scrittore per il teatro. In breve nasce un sodalizio professionale: Fellini elabora idee e schemi, Pinelli li dispone dentro una struttura testuale.
Negli anni successivi, Federico Fellini firma nuove sceneggiature. Nel 1948 un soggetto realizzato con Pinelli viene messo in scena: Il miracolo, uno dei due episodi de L'amore, film diretto da Roberto Rossellini. Nell'episodio Fellini è anche attore: interpreta un vagabondo che incontra e seduce un'ingenua pastorella (Anna Magnani).
Seguono sceneggiature per diversi film di Pietro Germi: In nome della legge (scritto con Pinelli, Monicelli, Germi e Giuseppe Mangione), Il cammino della speranza (con Germi e Pinelli), La città si difende (con Pinelli). Ancora, con Alberto Lattuada, scrive la sceneggiatura de Il delitto di Giovanni Episcopo, Senza pietà e Il mulino del Po.

### Prime esperienze di regia:Luci del varietà
(Slogan pubblicitario del film)

Una scena di Luci del varietà

Nel 1950 Fellini esordisce alla regia con Luci del varietà, che dirige con Alberto Lattuada. Oltre alla regia, i due cineasti si cimentano anche come produttori grazie a un accordo basato su una formula di cooperativa. Il soggetto della pellicola è un tema che diventerà un topos narrativo di Fellini: il mondo dell'avanspettacolo e la sua decadenza. Sul set si respira aria ilare e distesa con Lattuada che dirige principalmente i lavori ma con un Fellini sempre presente e attivo.
Nonostante il film riceva giudizi positivi da parte della critica, non riscuote gli sperati successi commerciali, piazzandosi come incasso al sessantacinquesimo posto tra i film italiani durante la stagione 1950-51. Il pessimo esito finanziario della pellicola lascia un segno pesante sui patrimoni personali di Fellini e Lattuada e ciò contribuisce a raffreddare definitivamente i rapporti tra i due.

### L'esordio assoluto come regista:Lo sceicco bianco
(Federico Fellini a proposito del primo giorno di lavorazione del film)
In occasione della scelta delle musiche per Lo sceicco bianco, nasce tra Fellini e il compositore Nino Rota un rapporto di collaborazione che coinvolgerà vita e arte di entrambi. Sull'incontro tra i due è nato un aneddoto secondo il quale Fellini, uscendo dalla Lux, notò un signore che aspettava l'autobus. Gli si avvicinò e gli domandò quale autobus stesse aspettando. Rota nominò un numero che non passava di là e mentre il regista cercava di spiegarglielo l'autobus si presentò. Questo racconto, per quanto inverosimile, riassume gli ingredienti che caratterizzeranno il rapporto artistico tra i due, fatto di magia, empatia e irrazionalità. Tra i due si instaurò immediatamente un'intesa formidabile che li portò a collaborare per ben diciassette film. Fellini non si dimostrò mai un amante della musica ma questo non creò difficoltà a Rota, che per i film del regista riminese si adattò volentieri a scrivere marcette dai ritmi marcati e vistosi. L'apice della collaborazione è raggiunto con la marcetta della scena della passerella finale di 8½; basata su l'entrata dei gladiatori, che divenne l'"inno" del fellinismo.

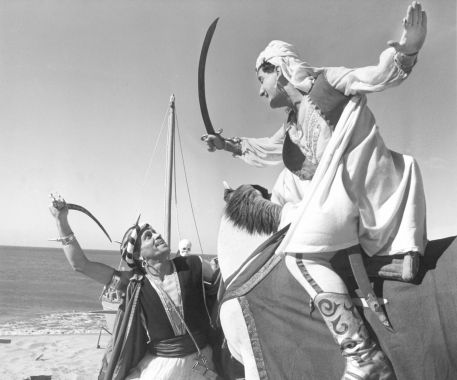
Alberto Sordi nel film Lo sceicco bianco.

Due anni dopo Luci del varietà, Fellini giunge all'esordio assoluto come regista, con Lo sceicco bianco, con Antonioni coautore del soggetto, Flaiano coautore della sceneggiatura e una grande interpretazione di Alberto Sordi, esempio della capacità di Fellini di valorizzare gli attori più amati dal pubblico. È il momento cruciale nella carriera felliniana: il momento nel quale l'attività di regista prende il sopravvento su quella di sceneggiatore. La gestione delle riprese da parte di Fellini si realizza in una continua rivisitazione della sceneggiatura con l'arricchimento di situazioni e la dilatazione dei tempi. Questo suo modo di operare lo porterà ad alcuni contrasti con il direttore di produzione Enzo Provenzale.
Con questo film, Fellini inaugura - grazie anche alla collaborazione con Ennio Flaiano - uno stile nuovo, estroso, umoristico, una sorta di realismo magico, onirico, che però non viene subito apprezzato. Inoltre, più in generale e facendo riferimento anche alla filmografia successiva a Lo sceicco bianco, si definisce lo stile di Fellini come fantarealismo.
Gli incassi al botteghino si rivelano un completo insuccesso, un duro colpo per la casa di produzione di Luigi Rovere. Anche se vi sono alcuni giudizi positivi - Callisto Cosulich lo definisce "il primo film anarchico italiano" - la maggioranza della critica lo stronca fino a definirlo "...un film talmente scadente per grossolanità di gusto, per deficienze narrative e per convenzionalità di costruzione da rendere legittimo il dubbio se tale prova di Fellini regista debba considerarsi senza appello".

### I vitelloni
(Kezich 2007,  p. 136)
Gli anni cinquanta sono caratterizzati da profondi cambiamenti nella società e in particolare nell'Italia che si avvia verso l'industrializzazione. I film di Fellini girati in questo periodo nascono proprio da questo contesto. Dopo Lo sceicco bianco il regista gira I vitelloni, che racconta la vita di provincia di un gruppo di amici a Rimini. Questa volta il film ha un'accoglienza entusiastica. Alla Mostra del cinema di Venezia, dove viene presentato il 26 agosto 1953, l'opera conquista il Leone d'argento. La fama di Fellini si espande per la prima volta all'estero, il film è infatti campione di incassi in Argentina e riscuote un buon successo anche in Francia, Stati Uniti e Inghilterra.
È il 1953 e il regista riminese, poco più che trentenne, fa ricorso a episodi e ricordi dell'adolescenza, ricchi di personaggi destinati a restare nella memoria. L'articolazione della trama del film in grandi blocchi episodici, qui per la prima volta sperimentata, sarà una consuetudine di molti suoi film successivi.
Il periodo di preparazione e lavorazione del film si svolge senza intoppi, nonostante il budget preventivato dalla produzione sia alquanto modesto. Sebbene molte parti della sceneggiatura abbiano un carattere autobiografico, descrivendo situazioni e personaggi della sua infanzia, il regista riminese preferisce distaccarsi dalla realtà inventando una cittadina fittizia mischiando ricordi e fantasia, come farà vent'anni più tardi con la Rimini di Amarcord.
Allo stesso anno risale la collaborazione di Fellini al film a episodi progettato da Cesare Zavattini, Riccardo Ghione e Marco Ferreri L'amore in città: l'episodio diretto dal regista riminese - Agenzia matrimoniale - è, secondo molti critici, il più riuscito. Durante la lavorazione di questo cortometraggio, Fellini, si avvale per la prima volta della collaborazione di Gianni Di Venanzo come direttore della fotografia, che poi vorrà avere per 8½ e Giulietta degli spiriti.

### Il grande successo:La strada

Fellini e Richard Basehart sul set de La strada

Il grande successo internazionale arriva per Fellini grazie al film La strada, girato nel 1954. L'idea del film si ha intorno al 1952 quando Fellini è alle prese con il montaggio de Lo sceicco bianco. Per motivi strettamente legati alla produzione è però costretto a ritardare il progetto e a girare prima I vitelloni e l'episodio Agenzia matrimoniale, ma in testa ha già chiaramente l'idea che lo porterà alla realizzazione della successiva opera.
La scrittura de La strada avviene a partire da alcune discussioni con Tullio Pinelli sulle avventure di un cavaliere errante per poi focalizzarsi sull'ambiente del circo e degli zingari. Pinelli a tal proposito ricorda:
(Tullio Pinelli)
Il film, ricco di poesia, racconta il violento e turbolento rapporto fra Gelsomina, interpretata da Giulietta Masina, e Zampanò, interpretato da Anthony Quinn, due strampalati artisti di strada che percorrono l'Italia dell'immediato dopoguerra.

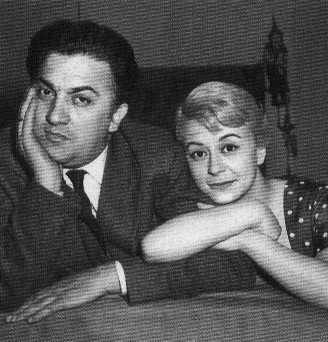
Federico Fellini con la moglie Giulietta Masina, protagonista de La strada nei panni di Gelsomina

La composizione del cast, a cui si aggiunge Richard Basehart nei panni del Matto, fu oggetto di svariate discussioni: in particolare i produttori non erano convinti della partecipazione della Masina, ma si dovettero arrendere alla caparbietà di Fellini. Tra i vari provini per i ruoli di protagonisti c'è da annoverare quello di Alberto Sordi che però non viene ritenuto idoneo per la parte. L'esito negativo del provino congelerà i rapporti tra i due artisti per molti anni.
La realizzazione del film fu lunga e difficoltosa. Il budget era assai limitato, tanto da costringere Anthony Quinn, abituato ai fasti delle produzioni hollywoodiane ad adattarsi a un trattamento più "di fortuna". L'attore, comunque, comprese lo spessore artistico della pellicola tanto che in una lettera del 1990 scriverà a Federico e Giulietta: "Per me tutti e due rimanete il punto più alto della mia vita". Tra i vari imprevisti e incidenti che rallentano la realizzazione del film si aggiunge il manifestarsi in Fellini dei primi sintomi della depressione che lo porterà ad avere un malumore incontrollabile.
La prima de La strada avviene il 6 settembre 1954 a Venezia. I primi giudizi del film si inseriscono in un contesto di scontro culturale con i neorealisti sostenitori del regista Luchino Visconti che presenta nello stesso periodo il film Senso. Ben altra accoglienza ha il film fuori dai confini italiani e nel 1957 arriva l'Oscar al miglior film in lingua straniera, istituito per la prima volta in quell'edizione, per La strada.
Molti critici hanno provato ad analizzare il film per cercare elementi autobiografici di Fellini, identificandolo principalmente con Zampanò e vedendo nel suo rapporto con Gelsomina una metafora del matrimonio nell'epoca prefemminista. Una diversa chiave di lettura la dà la stessa Masina, che identifica il marito in tutti e tre protagonisti: Gelsomina è il Federico da bambino che contempla la natura e parla con i fanciulli, il vagabondaggio di Zampanò rappresenta alcune delle sue più peculiari caratteristiche mentre il Matto è il Fellini regista che dichiara "vorrei sempre far ridere".

### Il bidoneeLe notti di Cabiria
Dopo il successo de La strada sono molti i produttori che si contendono il successivo film del regista, ma dopo aver letto il soggetto de Il bidone molti si tirano indietro. L'unico che accetta di produrlo è Goffredo Lombardo della Titanus.

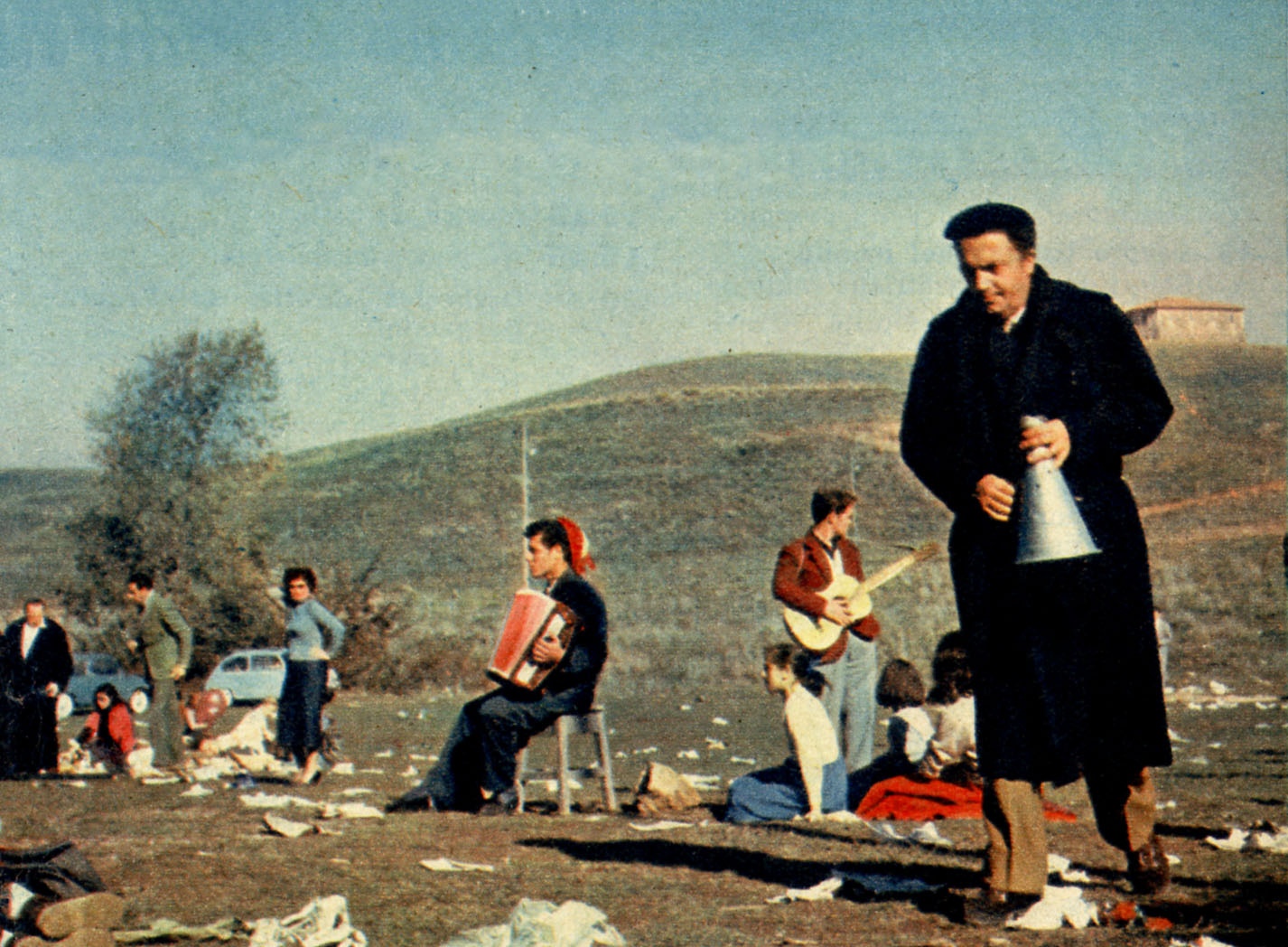
Fellini durante le riprese delle Notti di Cabiria 1956

L'idea per questa sceneggiatura viene a Fellini dai racconti di un gabbamondo incontrato in una trattoria di Ovindoli durante la lavorazione de La strada. Dopo averne discusso con i collaboratori Pinelli e Flaiano, si cerca l'attore protagonista. Dopo aver scartato molti nomi viene scelto lo statunitense Broderick Crawford, affiancato dal connazionale Richard Basehart (il "Matto" de La strada), Franco Fabrizi e Giulietta Masina. In questo film Fellini si avvarrà della collaborazione di Augusto Tretti, il regista "più folle del cinema italiano", come lo definirono Fellini stesso ed Ennio Flaiano.
Durante la lavorazione, Fellini appare però distaccato dal film, non sente più né il divertimento de I vitelloni, né il sapore della sfida de La strada. Il risultato finale appare alla critica e al pubblico modesto. La "prima" avviene il 9 settembre 1955 a Venezia dopo essere stati costretti a un lavoro di montaggio a tempi di record. La gelida accoglienza avuta alla mostra di Venezia porterà il regista a decidere di non mandare più al Lido nessuno dei suoi lavori, fino a quando presenterà, fuori concorso, Fellini Satyricon nel 1969. Gli incassi de Il bidone sono piuttosto deludenti e anche la distribuzione all'estero non porta i risultati sperati. Alcune delle critiche più ostili parlano di "Un passo falso" o "Non funziona, ma non è trascurabile".
Il successo torna con il film successivo, Le notti di Cabiria, anch'esso Premio Oscar. Anche in questo caso, protagonista è Giulietta Masina, sempre molto presente nei primi film del regista riminese. Il film conclude la trilogia ambientata nel mondo degli umili e degli emarginati.

### Collaborazione con Angelo Rizzoli, gli anni deLa dolce vita

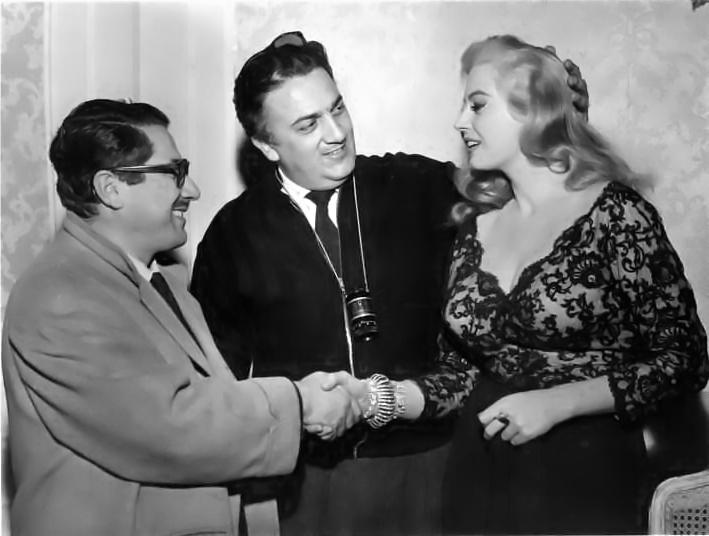
Fellini con Ennio Flaiano e Anita Ekberg

Negli anni sessanta la vena creativa di Fellini si esprime con tutte le sue energie, rivoluzionando i canoni estetici del cinema.
Nel 1960 esce La dolce vita: definita dallo stesso Fellini un film «picassiano» ("comporre una statua per romperla a martellate", aveva dichiarato), la pellicola - che abbandonava gli schemi narrativi tradizionali - destò scalpore e polemiche perché, oltre a illustrare situazioni fortemente erotiche, descriveva con piglio graffiante una certa decadenza morale che strideva con il benessere economico ormai acquisito dalla società italiana.
Il produttore iniziale de La dolce vita fu Dino De Laurentiis, che aveva anticipato 70 milioni di lire. Tra il produttore e Fellini avvenne però una rottura e il regista dovette cercare un altro produttore che ripagasse anche l'anticipo di De Laurentiis. Dopo varie trattative con diversi produttori, il duo Angelo Rizzoli e Giuseppe Amato divenne il nuovo produttore della pellicola.
Il rapporto tra Fellini e Rizzoli è tranquillo e gli incontri fra i due sono cordiali. Il budget viene sforato, anche se di poco: Kezich riporta che secondo fonti ufficiali il film non costò più di 540 milioni, che non era una cifra eccessiva per una produzione impegnativa come quella de La dolce vita.
Interprete del film, insieme con Marcello Mastroianni, la svedese Anita Ekberg, che sarebbe rimasta - con la scena del bagno nella Fontana di Trevi - nella memoria collettiva: la Ekberg sarà ancora con Fellini nel 1962 in un episodio di Boccaccio '70, Le tentazioni del dottor Antonio, assieme a un esilarante Peppino De Filippo. Il film fu premiato con la Palma d'oro al Festival di Cannes.

### La consacrazione:8½
(Federico Fellini durante la preparazione di 8½)

Fellini dirige Mastroianni

Terminati i lavori per le tentazioni del dott. Antonio, Fellini vive un periodo di scarsa ispirazione. Nella sua mente comincia a girare l'idea di un nuovo film, ma non con un soggetto preciso. Conosce Chianciano Terme per caso perché aveva terminato il carburante per la sua auto e dovette fermarsi in questo paese toscano. Dopo aver trascorso un periodo di riposo presso Chianciano Terme, fa ritorno a Roma con uno spunto per una sceneggiatura: un uomo di mezza età interrompe la sua vita per una cura termale e qui, immerso in un limbo, affronta visite e ricordi. La scelta del protagonista cade quasi subito sull'amico Marcello Mastroianni. Tra i due l'amicizia è intensa tanto che Fellini finirà per identificare nell'attore il suo alter ego cinematografico.
Trovato così il protagonista tutto sembra pronto per cominciare ma sorge un problema di cui Fellini non ha parlato a nessuno: il film non c'è più, l'idea che aveva in testa è sparita. In seguito racconterà che più passavano i giorni più gli sembrava di dimenticarsi il film che voleva fare. Quando è ormai deciso a scrivere una lettera per comunicare la disfatta al produttore Angelo Rizzoli, Fellini viene interrotto da un capo macchina di Cinecittà che lo chiama per festeggiare il compleanno di un macchinista. Tra i festeggiamenti gli arrivano gli auguri per il nuovo film, che ormai non ricorda, ma una volta seduto su una panchina arriva il lampo di genio: il film parlerà proprio di questo, di un regista che voleva fare un film ma non si ricorda più quale, cosicché il protagonista, Guido Anselmi, diventa la proiezione di Fellini stesso.
Il film, girato nel 1963, prende il titolo di 8½, poiché questa pellicola viene dopo sei film interamente da lui diretti, più tre "mezzi" film, costituiti dalla somma "ideale" di tre opere codirette con altri registi (cioè Luci del varietà, diretto con Lattuada, l'episodio Agenzia Matrimoniale ne L'amore in città e l'episodio Le tentazioni del dottor Antonio in Boccaccio '70), e in seguito si rivelerà uno dei capolavori del regista. Premiato con un Premio Oscar (insieme con quello di Piero Gherardi per i costumi), il film è considerato uno dei più grandi della storia del cinema, tanto da essere stato inserito dalla rivista inglese Sight & Sound al 9º posto nella graduatoria delle più belle pellicole mai realizzate e al 3º nella classifica stilata dai registi.

### Il passaggio definitivo al colore

Fellini dietro la macchina da presa

In Giulietta degli spiriti, ancora con la Masina (1965), Fellini adotta per la prima volta il colore in un lungometraggio, in funzione espressionistica (il suo primo lavoro a colori è comunque l'episodio Le tentazioni del dottor Antonio del 1962).
Il periodo di lavorazione del film è caratterizzato anche da un aumento di interesse, da parte di Fellini, verso il soprannaturale. Frequenta molti maghi e veggenti e in particolare Gustavo Adolfo Rol, pittore, dirigente bancario e sensitivo di fama. È di questo periodo anche l'esperimento con l'LSD a scopo terapeutico, come proposto dal suo psicoanalista Emilio Servadio.
L'accoglienza della critica per Giulietta degli spiriti è piuttosto tiepida. I commenti più negativi si espressero con i termini di velleitario, fasullo, ipertrofico, inadeguato. Non mancano alcuni elogi e una piccola minoranza, seppur marginale, parla anche di capolavoro. Il giudizio più severo proviene dal Centro Cattolico Cinematografico che lo accusa di uno "sgradevole impasto che si fa del sacro e del profano". L'insoddisfazione per i risultati, non certo adeguati alle aspettative, creerà, anche, un'incrinatura del rapporto tra il regista ed Ennio Flaiano.
Il film successivo, Il Viaggio di G. Mastorna, già in cantiere, non viene realizzato. Fellini, quarantacinquenne, deve pagare pesanti penali. Si riprende al termine del decennio. La fine degli anni sessanta e l'inizio dei settanta sono anni di intenso lavoro creativo.
Tornato sul set, dopo aver rinnovato completamente la squadra tecnica e artistica intorno a sé, gira nel 1968 un episodio del film Tre passi nel delirio, l'anno seguente realizza un documentario per la televisione (Block-notes di un regista), cui segue il film Fellini Satyricon (1969), una libera trasposizione dell'omonima opera della letteratura latina del I secolo, per il quale venne anche candidato - non vincendolo - all'Oscar al miglior regista. È di nuovo grande successo, i problemi degli anni precedenti sono definitivamente alle spalle.

### Amarcorde altri successi
(Federico Fellini in un'intervista a Valerio Riva per l'Espresso)
(nell'immagine: Titoli di testa di Amarcord)
(Federico Fellini a proposito del successo di Amarcord)
La produzione successiva di Fellini segue ancora un ritmo ternario: I clowns (girato per la TV, 1970), Roma (1972) e Amarcord (1973) sono tutti incentrati sul tema della memoria. L'autore cerca le origini della propria poetica esplorando le tre città dell'anima: il Circo, la Capitale e Rimini. Il film conclusivo della terna, Amarcord («mi ricordo» in dialetto romagnolo) vince l'Oscar. La notizia della vittoria gli arriva nelle prime ore del 9 aprile 1975, mentre è impegnato sul set di Casanova. Fellini decide di non andare a ritirare il riconoscimento che verrà consegnato al produttore.
In particolare in Amarcord si trovano molti spunti autobiografici: infatti possiamo riconoscere in Titta, un giovane Fellini che ricorda la sua adolescenza, interpretato dall'esordiente Bruno Zanin. Malgrado ciò, il regista rifiuta di riconoscere nella pellicola qualsiasi riferimento alla propria vita, asserendo che tutto è frutto della sua immaginazione. Come già nei Vitelloni, non c'è una sola scena che sia girata nei pressi della città romagnola.

### Gli ultimi lavori
(Giorgio Carbone su La Notte a proposito di "La città delle donne")

Giulietta Masina e Marcello Mastroianni sono due attempati ballerini di tip-tap in Ginger e Fred.

Dopo Casanova del 1976 è il turno di Prova d'orchestra (1979), considerato il suo film più "politico" e maturato durante i cosiddetti anni di piombo, e La città delle donne (1980). Quest'ultimo viene accolto dalla critica con rispetto, venendo descritto come "tipicamente felliniano", "catalogo di evoluzioni registiche", "gioco con alcuni vuoti". Presentato fuori concorso al XXXIII Festival di Cannes, riceve invece una critica alquanto negativa.

Federico Fellini assieme a Paolo Villaggio e Roberto Benigni

Negli anni ottanta dilagano in Italia le tv private. Queste emittenti non chiedono un canone al pubblico, in compenso trasmettono programmi infarciti di pubblicità. Anche i film vengono interrotti dagli spot, suscitando la riprovazione del regista romagnolo. Fellini conia lo slogan non si interrompe un'emozione, allo scopo di suscitare un'analoga reazione nel pubblico.
L'ultimo decennio di attività di Fellini è arricchito dai suoi ultimi lavori: E la nave va (1983), Ginger e Fred (1986), Intervista (destinato alla TV, 1987), e il lavoro dell'addio al cinema, La voce della Luna (1990), liberamente tratto da Il poema dei lunatici di Ermanno Cavazzoni. Durante la lavorazione del film tutta l'attenzione della stampa è rivolta alla curiosa scelta dei due protagonisti: Roberto Benigni e Paolo Villaggio. La critica inizialmente stupita delle relative scritturazioni, interrogherà più volte il regista sul perché di tale scelta, accogliendo il film in maniera piuttosto tiepida. La risposta di Fellini non si fa attendere: «Benigni e Villaggio sono due ricchezze ignorate e trascurate. Ignorarne il potenziale mi sembra una delle tante colpe che si possono imputare ai nostri produttori».
La pellicola, riconsiderata nel tempo per il suo valore, «è una sorta di invocazione al silenzio, contro il frastuono della vita contemporanea». Ambientata in un contesto rurale e notturno, l'opera si pone «come un elogio della follia e una satira sulla volgarità dell'odierna civiltà berlusconiana». Presentato fuori concorso al Festival di Cannes, vede il prodigarsi di registi come Woody Allen e Martin Scorsese nel fare distribuire il film anche in terra americana.
Nel 1992, dopo un periodo di inattività, ritorna dietro la cinepresa per dirigere tre brevi cortometraggi in forma di spot pubblicitari, intitolati Il sogno, per conto della Banca di Roma. In quest'occasione tornerà a lavorare con Paolo Villaggio.

### L'ultimo anno: il 1993

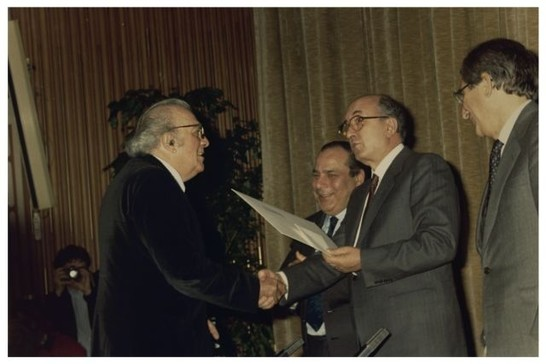
Federico Fellini riceve dal Presidente del Consiglio Ciriaco De Mita il Premio speciale della cultura, 1989

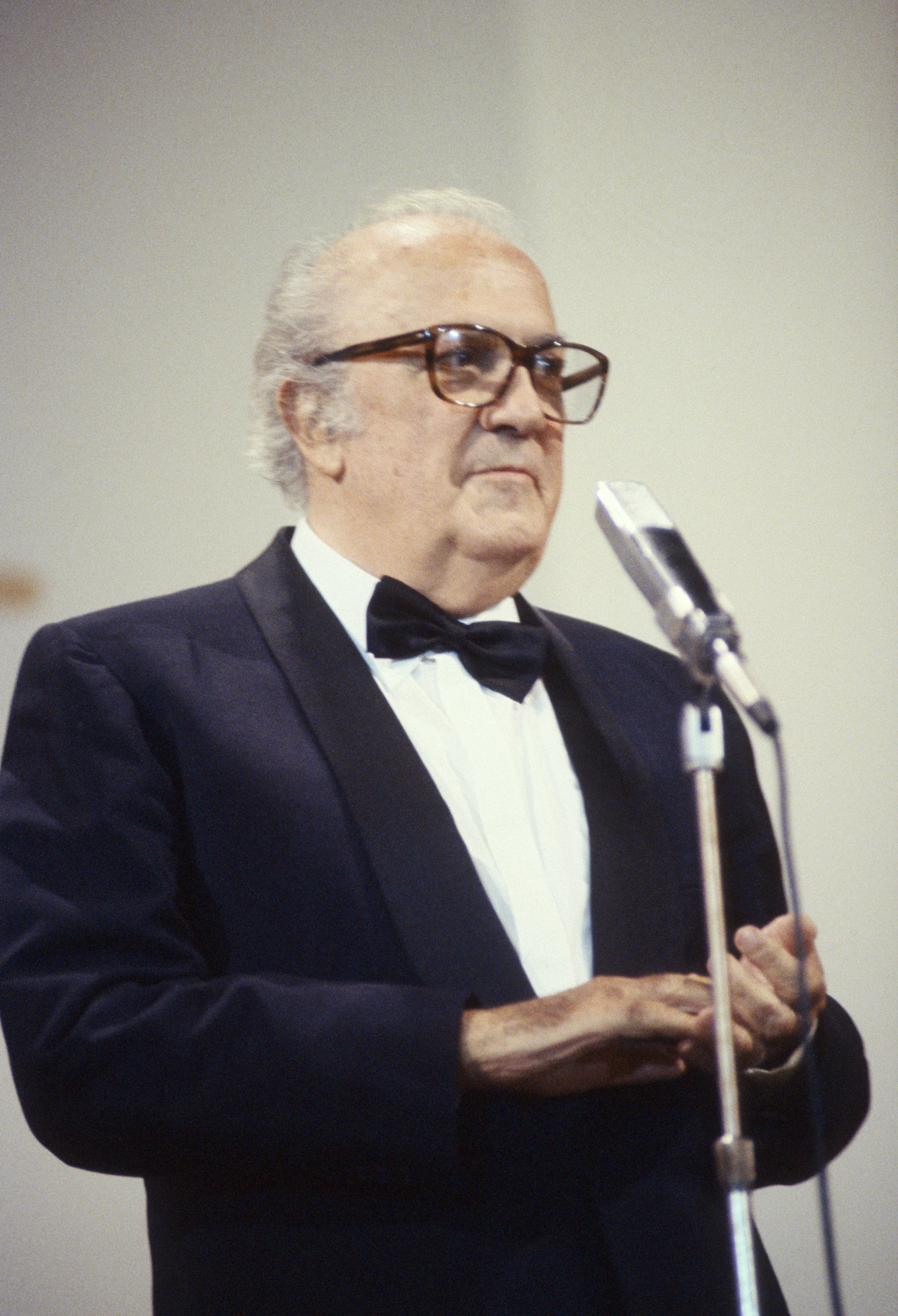
Federico Fellini al Festival di Venezia del 1990.

Il 29 marzo 1993 Fellini riceve dall'Academy of Motion Picture Arts and Sciences l'Oscar onorario "in riconoscimento dei suoi meriti cinematografici che hanno entusiasmato e allietato il pubblico mondiale". A giugno il regista si sottopone a tre interventi chirurgici a Zurigo per ridurre un aneurisma dell'aorta addominale. Tuttavia ci saranno delle complicanze trombo-ischemiche e il 3 agosto viene trovato disteso in terra nella sua camera al Grand Hotel di Rimini e ricoverato d'urgenza in ospedale: ha avuto un ictus cerebrale destro con un'emiparesi sinistra e rimarrà in prognosi riservata per una settimana. Il 20 agosto viene trasferito al Centro di Riabilitazione San Giorgio di Ferrara. Dieci giorni dopo anche Giulietta Masina viene ricoverata alla clinica Columbus di Roma, dove resterà fino al 28 settembre e quindi lontana dal suo amato Federico. Soltanto il 9 ottobre Fellini, ancora malato, lascerà in sedia a rotelle il San Giorgio per trasferirsi al Policlinico Umberto I di Roma. Prima, però, nella capitale sosta per un'ora nella sua casa in via Margutta 113 dove c'è una gran folla di amici e gente comune a salutarlo. Il 4 ottobre il produttore Leo Pescarolo annuncia che Fellini per la primavera 1994 sarebbe stato in grado di dirigere il nuovo film al quale il riminese stava lavorando, intitolato Block notes di un regista: l'attore.
Il 17 ottobre Fellini si concede un pranzo domenicale fuori dall'ospedale. Nel pomeriggio, a causa della disfagia indottagli dai pregressi ictus, un frammento di mozzarella gli ostruisce la trachea, causandogli una grave ipossia alla quale seguono danni cerebrali permanenti. Fellini torna dunque in coma al reparto di rianimazione dell'Umberto I di Roma. Il 21 ottobre l'ANSA pubblica una foto non autorizzata del regista intubato che alimenterà una polemica sull'opportunità della sua divulgazione. Tutti i quotidiani sceglieranno di non pubblicare la foto, mentre la sorella del regista, Maddalena, presenterà querela contro ignoti per violazione della privacy e danno all'immagine del regista. Il 27 ottobre il regista si aggrava ulteriormente e il giorno dopo l'encefalogramma diventa piatto. Fellini muore alle 12 del 31 ottobre 1993, all'età di 73 anni. Il giorno prima aveva compiuto 50 anni di matrimonio con Giulietta Masina. Ella morirà qualche mese dopo.
La camera ardente viene allestita nello studio 5 di Cinecittà e i funerali di stato vengono celebrati il 3 novembre dal cardinale Achille Silvestrini nella basilica di Santa Maria degli Angeli e dei Martiri a Roma in piazza della Repubblica. Su richiesta di Giulietta Masina, il trombettista Mauro Maur esegue l'Improvviso dell'Angelo di Nino Rota. Dopo l'ultimo saluto, anche la moglie Giulietta Masina muore, cinque mesi dopo il marito. Le sue spoglie riposano accanto alla moglie e a quelle del figlio Federichino, morto poco dopo la nascita, nel cimitero di Rimini: sovrasta il luogo dell'inumazione una scultura di Arnaldo Pomodoro dal titolo Le Vele, ispirata al film E la nave va. A Fellini è intitolato l'aeroporto internazionale di Rimini. Il logo dell'aerostazione riporta la caricatura del regista, di profilo, con cappello nero e sciarpa rossa. È opera di Ettore Scola, logo anche della "Fondazione Fellini" con sede a Rimini. Dopo la sua morte, tutte le strade che sboccano sul lungomare riminese sono state ribattezzate con i nomi dei suoi film e "ornate" da cartelli con le relative locandine e descrizioni. Anche la città di Nova Siri, in provincia di Matera, ha dedicato tutte le strade del lungomare alle sue opere. Nel 2014 al maestro riminese è stata intitolata la pineta di Fregene.

## Film non realizzati
Sono numerosi i soggetti che Fellini pensò di trasformare in film ma che rimasero sulla carta o, addirittura, soltanto nella sua immaginazione.
Il più famoso di questi è Il viaggio di G. Mastorna, una compiuta sceneggiatura felliniana, cui collaborò anche Dino Buzzati. Nel 1966 iniziarono le riprese nella campagna attigua a Cinecittà, vennero girate alcune scene, ma per tormentate vicende il film non giunse mai alla sua conclusione. Rimane celebre la definizione che diede Vincenzo Mollica de Il viaggio di G. Mastorna: «Il film non realizzato più famoso del mondo». Anni più tardi, nel 1992, Fellini decise di tornare sul progetto, decidendo di girare Il Mastorna con l'attore Paolo Villaggio, ma ancora una volta abbandonò il proposito allorquando il mago e sensitivo Gustavo Rol gli annunciò che, se avesse girato il film, sarebbe morto. Colpito da tale previsione, Fellini cercò altre strade, trovando l'interessamento del disegnatore Milo Manara che tradusse, con gli strumenti della china e dell'inchiostro, lo storyboard dello stesso cineasta, scegliendo, come protagonista, il volto di Villaggio. L'uscita a fumetti del Mastorna venne prevista in tre puntate, ma per un errore di stampa, nella prima comparve la scritta "Fine" e il regista, per scaramanzia, decise di non proseguire.
Viaggio a Tulum è un soggetto/sceneggiatura di Federico Fellini e Tullio Pinelli che non divenne un film bensì un fumetto. Sul finire del 1985 Federico Fellini compì un viaggio in Messico per visitare i luoghi raccontati negli scritti dello scrittore-antropologo-sciamano Carlos Castaneda. Accompagnò il regista in questo viaggio lo scrittore Andrea De Carlo. Lo scrittore ne ricaverà un romanzo breve, Yucatan, Fellini lo spunto per un film che non farà mai. Le versioni dei due autori confermano un viaggio carico di presagi e di inspiegabili episodi fra il grottesco e il sovrannaturale. Il regista si libererà del peso di quelle sensazioni in un soggetto-sceneggiatura scritto con la collaborazione di Tullio Pinelli cui darà il nome di Viaggio a Tulun, storpiando il vero nome del sito maya: Tulum. Il lavoro venne pubblicato in sei puntate sul Corriere della Sera, nel mese di maggio del 1986.
Nel 1988 decise di girare un film dal titolo Venezia, sulla città lagunare, ma per motivi sconosciuti non venne mai realizzato.
Nel 1989, durante le riprese de La voce della luna, riprese l'idea, nata negli anni sessanta, di girare un film su Pinocchio. Scelse Roberto Benigni e Paolo Villaggio, già impegnati sul set del film che stava dirigendo, e in seguito Francesca Dellera, rispettivamente per i ruoli di Pinocchio, Geppetto e la fata turchina, ma non fu realizzato a causa della sua morte.

## Fellini e il fumetto
Federico Fellini fu disegnatore professionista e sino al 1948 accompagnò la sua attività di sceneggiatore a quella di vignettista. Da regista, disegnava abitualmente le scene dei suoi film. Collaboravano allo sviluppo dello storyboard, così come all'ideazione dei tipi e delle situazioni, l'artista surrealista Roland Topor e il pittore australiano Albert Ceen, uno degli animatori della "dolce vita". 
Nel 1965 durante un viaggio a New York venne colpito da un virus e costretto a letto. Per fargli combattere la noia, gli portarono dei fumetti Marvel e volle assolutamente incontrare Stan Lee. Al Comicon del 2007, dove fu ospite, Lee raccontò che il suo receptionist gli riferì che "Fred Felony" voleva incontrarlo. I due, dopo una lunga conversazione, diventarono amici e Stan Lee visitò Fellini più volte durante i suoi viaggi in Italia.
Quando la sua attività di regista si fece più rada ideò, per i disegni di Milo Manara, anche due fumetti: Viaggio a Tulum e Il viaggio di G. Mastorna, detto Fernet. Viaggio a Tulum nacque dalla sceneggiatura quasi omonima, Viaggio a Tulun. Il fumetto sarà pubblicato, a partire dal 1989, sulla rivista a fumetti Corto Maltese. Il viaggio di G. Mastorna detto Fernet nacque da una compiuta sceneggiatura felliniana e vide la luce nel 1992 sulle pagine della rivista Il Grifo.
Il 1º settembre 1991 il settimanale Topolino pubblicò, nel suo numero 1866, la storia Topolino presenta: La Strada, una versione a fumetti del suo film La strada scritta da Massimo Marconi e disegnata da Giorgio Cavazzano. Il regista, come forma di apprezzamento, inviò alla redazione un disegno raffigurante sé stesso in compagnia di Giulietta.

## Fellini e la politica
Dichiaratosi spesso disinteressato alla politica, l'unico politico con cui intrattenne un rapporto epistolare fu Giulio Andreotti. Fellini espresse raramente le sue opinioni politiche nel corso della propria vita e non mostrò mai interesse per i film d'impegno politico che, a cavallo degli anni sessanta e settanta, incalzarono prepotentemente in Italia.
 
La sua famiglia era di fede repubblicana; egli stesso assunse invece una posizione di vicinanza al mondo della sinistra moderata e riformista, che mantenne con discrezione per tutta la sua vita. Fellini arrivò anche ad esprimere un giudizio favorevole sulla segreteria di Bettino Craxi.

Tuttavia, in occasione delle elezioni politiche del 1992, diresse uno spot per il Partito Repubblicano Italiano nel quale il regista diceva, rivolto al leader del partito Giorgio La Malfa, «Vorrei che l'Italia fosse affidata a uomini garbati e di buon senso come lei». In seguito, in vista dello stesso appuntamento elettorale, partecipò però anche a un evento elettorale a sostegno del candidato andreottiano della DC Franco Evangelisti.

## Fellini e l'esoterismo
Fellini era molto interessato alla magia e all'esoterismo e frequentava la casa del sensitivo Gustavo Rol, da cui spesso si faceva consigliare.

## Filmografia

Marcello Mastroianni in una scena di 8½ (1963)

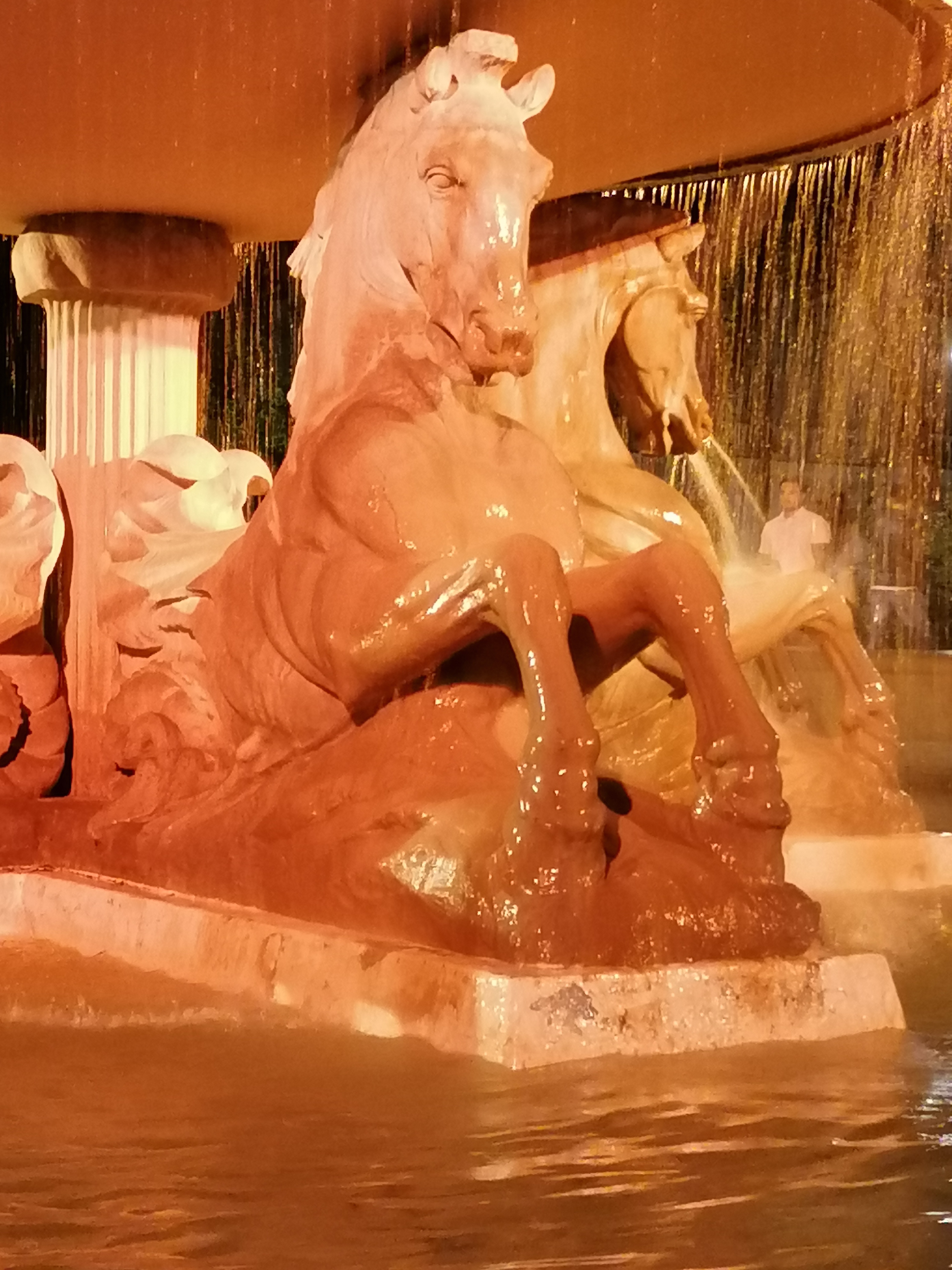
Una scena di Amarcord (1973) con (da sinistra) Pupella Maggio, Armando Brancia, Giuseppe Ianigro e Ciccio Ingrassia

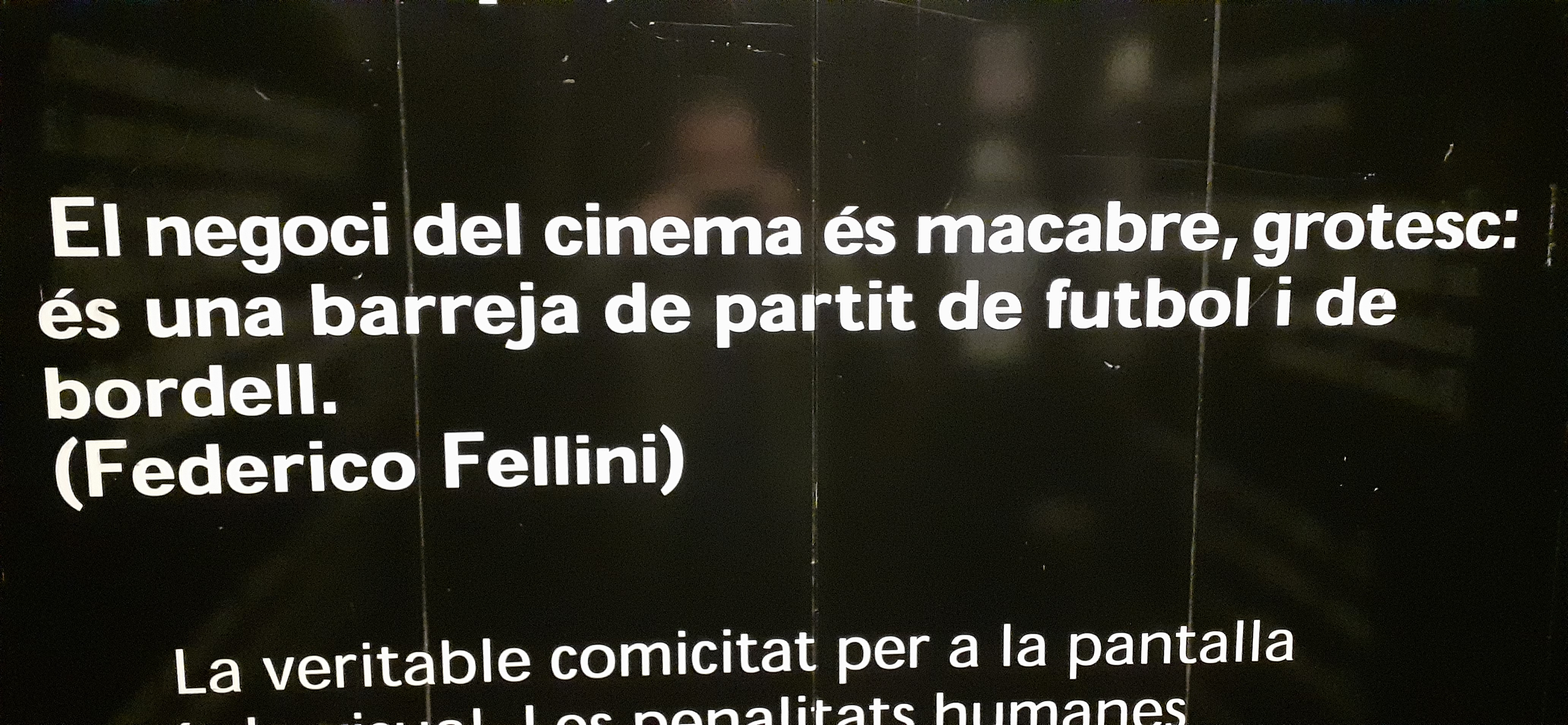
Fellini impegnato nella regia

### Regista e sceneggiatore

#### Lungometraggi
- Luci del varietà, co-regia di Alberto Lattuada (1950)
- Lo sceicco bianco (1952)
- L'amore in città (1953) - episodio Agenzia matrimoniale
- I vitelloni (1953)
- La strada (1954)
- Il bidone (1955)
- Le notti di Cabiria (1957)
- La dolce vita (1960)
- Boccaccio '70 (1962) - episodio Le tentazioni del dottor Antonio
- 8½ (1963)
- Giulietta degli spiriti (1965)
- Tre passi nel delirio (1968) - episodio Toby Dammit
- Fellini Satyricon (1969)
- Roma (1972)
- Amarcord (1973)
- Il Casanova di Federico Fellini (1976)
- Prova d'orchestra (1979)
- La città delle donne (1980)
- E la nave va (1983)
- Ginger e Fred (1986)
- Intervista (1987)
- La voce della Luna (1990)

#### Televisione
- Block-notes di un regista (1969) – documentario
- I clowns (1970) – film TV

### Sceneggiatore

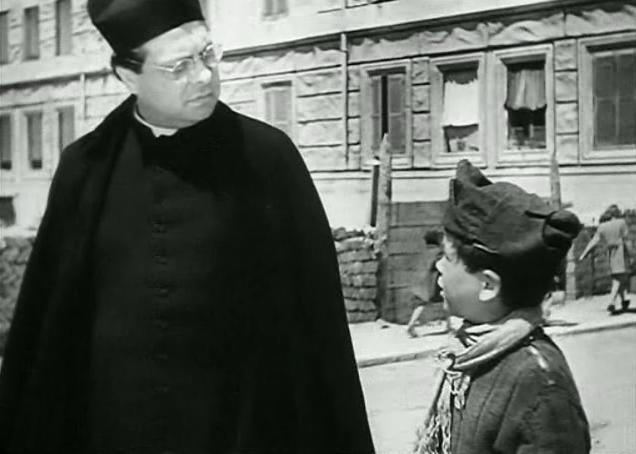
Roma città aperta di Roberto Rossellini (1945), a cui Fellini ha contribuito nella sceneggiatura

Il cammino della speranza, regia di Pietro Germi (1950), di cui Fellini co-scrisse la sceneggiatura

- Imputato, alzatevi!, regia di Mario Mattoli (1939)
- Lo vedi come sei... lo vedi come sei?, regia di Mario Mattoli (1939)
- Il pirata sono io!, regia di Mario Mattoli (1940)
- I cavalieri del deserto, regia di Gino Talamo e Osvaldo Valenti (1942)
- Avanti c'è posto..., regia di Mario Bonnard (1942)
- Quarta pagina, regia di Nicola Manzari (1942)
- Campo de' fiori, regia di Mario Bonnard (1943)
- Apparizione, regia di Jean de Limur (1943)
- L'ultima carrozzella, regia di Mario Mattoli (1943)
- La signora è servita, regia di Nino Giannini (1945)
- Tutta la città canta, regia di Riccardo Freda (1945)
- Roma città aperta, regia di Roberto Rossellini (1945)
- Chi l'ha visto?, regia di Goffredo Alessandrini (1945)
- Paisà, regia di Roberto Rossellini (1946)
- Il Passatore, regia di Duilio Coletti (1947)
- Il delitto di Giovanni Episcopo, regia di Alberto Lattuada (1947)
- Fumeria d'oppio, regia di Raffaello Matarazzo (1947)
- Il miracolo, episodio di L'amore, regia di Roberto Rossellini (1948)
- Senza pietà, regia di Alberto Lattuada (1948)
- La città dolente, regia di Mario Bonnard (1948)[76]
- In nome della legge, regia di Pietro Germi (1949)
- Il mulino del Po, regia di Alberto Lattuada (1949)
- Il cammino della speranza, regia di Pietro Germi (1950)
- Francesco, giullare di Dio, regia di Roberto Rossellini (1950)
- La città si difende, regia di Pietro Germi (1951)
- Cameriera bella presenza offresi..., regia di Giorgio Pàstina (1951)
- Il brigante di Tacca del Lupo, regia di Pietro Germi (1952)
- Europa '51, regia di Roberto Rossellini (1952)
- Fortunella, regia di Eduardo De Filippo (1958)
- Sweet Charity - Una ragazza che voleva essere amata (Sweet Charity), regia di Bob Fosse (1969)
- Napoli-New York, regia di Gabriele Salvatores (2024). Soggetto inedito di Federico Fellini e Tullio Pinelli.

### Attore

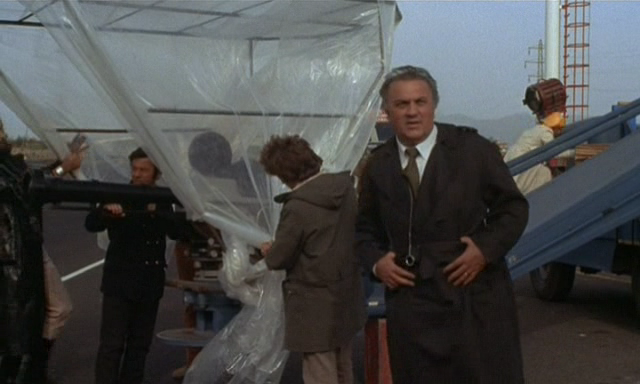
Fellini interpreta se stesso nel film Roma (1972)

- Paisà, regia di Roberto Rossellini (1946) (cameo non accreditato)
- L'amore, regia di Roberto Rossellini (1948), episodio Il miracolo
- Block-notes di un regista, regia di Federico Fellini (1969) – Documentario
- I clowns, regia di Federico Fellini (1970) – film TV (se stesso, cameo non accreditato)
- Il mondo di Alex, regia di Paul Mazursky (Alex in Wonderland, 1970) (se stesso)
- Roma, regia di Federico Fellini (1972) (se stesso, cameo non accreditato)
- C'eravamo tanto amati, regia di Ettore Scola (1974) (se stesso)
- Diario segreto di Amarcord, regia di Maurizio Mein e Liliana Betti (1974) (se stesso)
- Prova d'orchestra, regia di Federico Fellini (1979) (voce)
- Il tassinaro, regia di Alberto Sordi (1983) (se stesso)
- Intervista, regia di Federico Fellini (1987) (se stesso, cameo non accreditato)

### Scenografo e costumista
- Il Casanova di Federico Fellini, regia di Federico Fellini (1976)

### Produttore
- Luci del varietà, regia di Alberto Lattuada e Federico Fellini (1950)

## Spot pubblicitari
- Oh, che bel paesaggio, con Silvia Dionisio e Victor Poletti – Bitter Campari (1984)
- Rigatoni Alta Società – Barilla (1985)
- Il sogno, 3 episodi, con Paolo Villaggio, Fernando Rey, Anna Falchi, Michele Giovanni Di Castro – Banca di Roma (1992), per l'agenzia Saatchi & Saatchi Italia.

## Direttori della fotografia
Per i suoi film, Fellini, si è avvalso del supporto di diversi direttori della fotografia:
- Otello Martelli: Luci del varietà, I vitelloni, La strada, Il bidone, La dolce vita, Boccaccio '70
- Arturo Gallea: Lo sceicco bianco
- Aldo Tonti: Le notti di Cabiria
- Gianni Di Venanzo: L'amore in città, 8½, Giulietta degli spiriti
- Pasqualino De Santis: Block-notes di un regista
- Giuseppe Rotunno: Tre passi nel delirio, Fellini Satyricon, Roma, Amarcord, Il Casanova di Federico Fellini, Prova d'orchestra, La città delle donne, E la nave va
- Dario Di Palma: I clowns
- Tonino Delli Colli: Ginger e Fred, Intervista, La voce della luna

## Programmi radiofonici

### EIAR
- Gongolo nel paese delle stranezze, di Fellini e Ruggero Maccari, orchestra di Egidio Storaci, trasmessa il 23 aprile 1940
- Città di tutto il mondo, Impressioni di viaggio di Ruggero Maccari e Federico Fellini, trasmessa il 25 luglio 1940.
- Abbiamo scritto una rivista, programma di Fellini e Maccari, trasmesso il 30 luglio 1940
- Città di tutto il mondo, Milano, impressioni di viaggio di Fellini e Maccari, trasmesso il 31 luglio 1940
- Di tutto un poco, rivista di Fellini e Maccari, interventi di Ripp e con un racconto di Vittorio Metz, orchestra Carlo Zeme, regia di Nunzio Filogamo, trasmessa il 1 settembre 1940
- Mancava il finale, rivista di Fellini e Ruggero Maccari, regia di Nunzio Filogamo, trasmessa il 19 dicembre 1940.
- Vuoi sognar con me?, rivista di Fellini e Maccari, regia di Nunzio Filogamo, trasmessa il 24 aprile 1941.
- Una notte cadde una stellina, rivista di Fellini e Maccari, regia di Nunzio Filogamo, trasmessa il 22 maggio 1941.
- Notturno, radiofantasia di Fellini e Maccari, trasmessa il 31 ottobre 1941.
- Laggiù nella piazzetta, radio fantasia di Fellini e Maccari, trasmessa il 2 dicembre 1941
- La rivista sotto il tovagliolo, fantasia natalizia di Fellini e Maccari, orchestra Zeme, regia di Nunzio Filogamo, trasmessa il 25 dicembre 1941
- Scusate è bello lo spettacolo?, rivista di Fellini e Maccari, orchestra Spaggiari, con Wanda Tettoni, Mario Riva, Gustavo Conforti, Carlo Minello.regia di Nunzio Filogamo, trasmessa il 30 gennaio 1942
- Intervista con una panchina del parco, rivista di Fellini e Maccari, orchestra Carlo Zeme, regia di Guido Barbarisi, trasmessa il 18 maggio 1942
- Di notte le cose parlano, originale radiofonico di F. Fellini, musiche di Gioacchino Angelo, regia di Nino Meloni, trasmesso il 18 settembre 1942
- Comici italiani al microfono: Nino Taranto di Federico Fellini e Piero Tellini, regia di Nino Meloni, trasmessa il 22 ottobre 1942.
- Concerto dell'Orchestra Cora, diretta da Pippo Barzizza, testo di F. Fellini, presentazione di Umberto Melnati, trasmesso il 26 novembre 1942
- Fuori programma N° 7, programma per la CINES, testi di Nicola Manzari e Fellini, presentato da Carlo Campanini, regia di Silvio Gigli, trasmesso il 21 maggio 1943
- Fuori programma N° 8, programma per la CINES, testi di Fellini e Manzari, presentato da Carlo Campanini, regia di Nino Meloni, trasmesso il 21 giugno 1943

| Titolo                                   | Autore/i                                            | Regista         | Messa in onda     |
| ---------------------------------------- | --------------------------------------------------- | --------------- | ----------------- |
| Variazioni su tema «Moglie e marito»     | Fellini, Angelo Migneco e Riccardo Morbelli         | Silvio Gigli    | 8 settembre 1942  |
| Variazioni su tema «Camere ammobiliate»  | Fellini, Mario Brancacci e Riccardo Aragno          | Silvio Gigli    | 24 settembre 1942 |
| Variazioni su tema «Il primo amore»      | Luciano Folgore, Mario Brancacci e Federico Fellini | Nino Folgore    | 20 ottobre 1942   |
| Variazioni su tema «Sale d'aspetto»      | Fellini, Marcello Marchesi e Angelo Migneco         | Claudio Fino    | 29 gennaio 1943   |
| Variazioni su tema «Il primo impiego»    | Fellini, Marchesi e Migneco                         | Claudio Fino    | 20 febbraio 1943  |
| Variazioni su tema «Dalla finestra»      | Fellini, Marchesi e Migneco                         | Guido Barbarisi | 5 aprile 1943     |
| Variazioni su tema «Rifugio in montagna» | Fellini, Varaldo e Manzari                          | Claudio Fino    | 13 maggio 1943    |
| Variazioni su tema «Invenzioni»          | Fellini, Aragno e Migneco                           | Nino Meloni     | 19 giugno 1943    |
| Variazioni su tema «Centenari»           | Fellini, Migneco e Marchesi                         | Nino Meloni     | 5 luglio 1943     |

### Rai
- Nel bazar della rivista di Federico Fellini e Ruggero Maccari, trasmessa il 26 dicembre 1945.
- Le avventure di Cico e Pallina, radiocommedia di F.Fellini, programma settimanale con Giulietta Masina e Angelo Zanobini, trasmesso le domeniche 1946/1947
- Bentornata, Gelsomina!, Radio club per Federico Fellini e Giulietta Masina, presenta Silvio Gigli, trasmessa nel 1957.
- Un giorno col personaggio, incontro al microfono di Sergio Zavoli: Federico Fellini, trasmesso il 6 marzo 1960.
- Perché Fellini, un programma di Rosangela Locatelli con Federico Fellini, trasmesso nel 1970.

## Sceneggiature
- La strada: sceneggiatura, Bianco e nero, Roma 1955
- Le notti di Cabiria di Federico Fellini, a cura di Lino Del Fra, Cappelli, Bologna 1957
- La dolce vita di Federico Fellini, a cura di Tullio Kezich, Cappelli, Bologna 1959
- 8½ di Federico Fellini, a cura di Camilla Cederna, Cappelli, Bologna 1963
- Giulietta degli spiriti di Federico Fellini, a cura di Tullio Kezich, Cappelli, Bologna 1965
- Tre passi nel delirio, di F. Fellini, Louis Malle, Roger Vadim, a cura di Liliana Betti, Ornella Volta, Bernardino Zapponi, Cappelli, Bologna 1968
- Fellini Satyricon di Federico Fellini, a cura di Dario Zanelli, Cappelli, Bologna 1969
- Il primo Fellini, introduzione di Renzo Renzi, a cura di Liliana Betti ed Eschilo Tarquini, Cappelli, Bologna 1969 [Contiene le sceneggiature de Lo sceicco bianco, I vitelloni, La strada, Il bidone]
- I clowns, scritto introduttivo di Federico Fellini, a cura di Renzo Renzi, foto a colori di Franco Pinna, Cappelli, Bologna, 1970
- Fellini TV: Block-notes di un regista, I clowns, a cura di Renzo Renzi, Cappelli, Bologna 1972
- Roma di Federico Fellini, a cura di Bernardino Zapponi, Cappelli, Bologna 1972
- Il film Amarcord di Federico Fellini, a cura di Gianfranco Angelucci e Liliana Betti, Cappelli, Bologna 1974
- Quattro film. I vitelloni, La dolce vita, 8½, Giulietta degli spiriti, preceduti da "Autobiografia di uno spettatore" di Italo Calvino, Einaudi, Torino, 1974
- Federico Fellini e Bernardino Zapponi, Casanova: sceneggiatura originale, G. Einaudi, Torino 1976
- Il Casanova di Federico Fellini, a cura di Gianfranco Angelucci e Liliana Betti, Cappelli, Bologna 1977
- Prova d'orchestra, con una nota di Oreste Del Buono, Garzanti, Milano 1980
- La città delle donne, con una nota di Liliana Betti e una lettura di Andrea Zanzotto, Garzanti, Milano 1980
- Lo sceicco bianco, nota introduttiva di Oreste Del Buono, Garzanti, Milano 1980
- La dolce vita, soggetto e sceneggiatura di Federico Fellini, Ennio Flaiano, Tullio Pinelli, Garzanti, Milano 1981
- Le notti di Cabiria, soggetto e sceneggiatura di Federico Fellini, Ennio Flaiano, Tullio Pinelli, Garzanti, Milano 1981
- E la nave va, soggetto e sceneggiatura di Federico Fellini e Tonino Guerra, Longanesi, Milano 1983
- Ginger e Fred: rendiconto di un film, a cura di Mino Guerrini; sceneggiatura di Federico Fellini, Tonino Guerra e Tullio Pinelli, Longanesi, Milano 1985
- Block-notes di un regista, posfazione di Jacqueline Risset, Longanesi, Milano 1988
- I vitelloni. La strada, soggetto e sceneggiatura di Federico Fellini, Tullio Pinelli e Ennio Flaiano, prefazione di Irene Bignardi, Longanesi, Milano 1989
- La voce della Luna, con una premessa dell'autore e una nota di Gianfranco Angelucci, Einaudi, Torino 1990
- Il viaggio di G. Mastorna, sceneggiatura di Federico Fellini, introduzione di Tullio Kezich, postfazione di Enrico Ghezzi, Bompiani, Milano, 1995

## Saggi e memorie
- Federico Fellini, La mia Rimini, a cura di Renzo Renzi, Cappelli, Bologna 1967; Guaraldi, Rimini 2003
- Federico Fellini, Fare un film, Einaudi, Torino 1980
- Federico Fellini, Intervista sul cinema, a cura di Giovanni Grazzini, Laterza, Bari 1983, 2004; con uno scritto di Filippo Tuena, Collana La Cultura n.1302, Il Saggiatore, Milano, 2019, ISBN 978-88-428-2653-8.
- Federico Fellini, Un regista a Cinecittà, Mondadori, Milano 1988
- Federico Fellini, Giulietta, Il melangolo, Genova 1994
- Carissimo Simenon, mon cher Fellini. Carteggio di Federico Fellini e Georges Simenon, a cura di Claude Gauteur e Silvia Sager, traduzione di Emanuela Muratori, Adelphi, Milano 1998
- Federico Fellini, Racconti umoristici: Marc'Aurelio (1939-1942), a cura di Claudio Carabba, Einaudi, Torino, 2004
- Federico Fellini, Il libro dei sogni, a cura di Tullio Kezich e Vittorio Boarini, Rizzoli, Milano 2007
- Federico Fellini, Ciò che abbiamo inventato è tutto autentico: lettere a Tullio Pinelli', a cura di Augusto Sainati, Marsilio, Venezia 2008
- Federico Fellini, Tullio Pinelli, Napoli-New York. Una storia inedita per il cinema, a cura di Augusto Sainati, Marsilio, Venezia 2013

## Riconoscimenti
- Premi Oscar
  - 1947 – Candidatura alla miglior sceneggiatura originale per Roma città aperta
  - 1950 – Candidatura alla miglior sceneggiatura originale per Paisà
  - 1957 – Candidatura alla miglior sceneggiatura originale per La strada
  - 1958 – Candidatura alla miglior sceneggiatura originale per I vitelloni
  - 1962 – Candidatura al miglior regista per La dolce vita
  - 1962 – Candidatura alla miglior sceneggiatura originale per La dolce vita
  - 1964 – Candidatura al miglior regista per 8½
  - 1964 – Candidatura alla miglior sceneggiatura originale per 8½
  - 1971 – Candidatura al miglior regista per Fellini Satyricon
  - 1976 – Candidatura al miglior regista per Amarcord
  - 1976 – Candidatura alla miglior sceneggiatura originale per Amarcord 
  - 1977 – Candidatura alla miglior sceneggiatura non originale per Il Casanova di Federico Fellini
  - 1993 – Oscar onorario

- David di Donatello
  - 1957 – Miglior regista per Le notti di Cabiria
  - 1960 – Miglior regista per La dolce vita
  - 1974 – Miglior regista per Amarcord
  - 1984 – Candidatura Miglior regista per E la nave va
  - 1984 – Miglior sceneggiatura per E la nave va
  - 1984 – David Luchino Visconti in omaggio alla carriera
  - 1986 – Candidatura Miglior regista per  Ginger e Fred
  - 1986 – Candidatura Miglior sceneggiatura per Ginger e Fred
  - 1986 – David René Clair
  - 1986 – Medaglia d'oro al Comune di Roma
  - 1988 – Candidatura Miglior regista per  Intervista
  - 1990 – Candidatura Miglior regista per  La voce della Luna

- Nastri d'argento
  - 1954 – Miglior regista per I vitelloni
  - 1955 – Miglior regista per La strada
  - 1955 – Miglior scenario per La strada
  - 1958 – Miglior regista per Le notti di Cabiria
  - 1961 – Miglior soggetto originale per La dolce vita
  - 1964 – Miglior regista per 8½
  - 1964 – Miglior soggetto originale per 8½
  - 1964 – Miglior sceneggiatura originale per 8½
  - 1974 – Miglior regista 1974 per Amarcord
  - 1974 – Miglior soggetto originale per Amarcord
  - 1974 – Miglior sceneggiatura originale per Amarcord
  - 1980 – Miglior regista per La città delle donne
  - 1984 – Miglior regista per E la nave va
  - 1986 – Candidatura Miglior regista per  Ginger e Fred
  - 1988 – Candidatura Miglior regista per  Intervista

- Grolla d'oro
  - 1960 – Miglior regista per La dolce vita
  - 1963 – Miglior regista per 8½
  - 1974 – Miglior regista per Amarcord
  - 1980 – Miglior regista per La città delle donne

- Altri premi
  - Palma d'oro al Festival di Cannes 1960 per La dolce vita
  - Gran Premio della tecnica al Festival di Cannes 1972 per Roma
  - Premio della critica SFCC (Le Syndicat Français de la Critique de Cinéma) per il miglior film straniero per Roma
  - Premio Kinema Jumpo (Tokyo) per la regia del miglior film straniero per Amarcord
  - Premio BAFTA per la miglior scenografia per Il Casanova di Federico Fellini (con Danilo Donati)
  - Gran Premio al Festival cinematografico internazionale di Mosca 1963 per 8½
  - Gran Premio al Festival cinematografico internazionale di Mosca[77] 1987 per Intervista
  - Leone d'oro alla carriera alla Mostra del Cinema di Venezia nel 1985

## Intitolazioni
A partire dal 2010 il Bari International Film Festival assegna un premio intitolato Fellini 8½ per l'eccellenza artistica.

## Opere su Fellini e citazioni
- Ennio Flaiano, amico di Fellini, lo cita all'interno del racconto Un marziano a Roma nel ruolo di sé stesso:

(Ennio Flaiano, Un marziano a Roma ed. Adelphi ISBN 978-88-459-1196-5)
- Fellini, canzone di Antonello Venditti contenuta in Sotto la pioggia del 1982 di Heinz Music.
- Sempre nel 1982, Gianni Togni cita il regista in Vivi nel passaggio: Vivi, cerchi il tuo Fellini, prima o poi lo troverai. Si trova nell'album Bollettino dei naviganti.
- Nell'album del 1989 Red Corner dei Matia Bazar il brano Nell'era delle automobili (Lato B - Traccia 5) è dedicato a Federico Fellini. Nella copertina interna insieme al testo del brano è stampata la dedica che termina con: (grazie per il sogno).
- Il videoclip del brano musicale Principessa (1995), di Marco Masini, è un omaggio a La strada. Inoltre nel testo de Il morbo di Beautiful, brano contenuto nello stesso album (Il cielo della vergine), viene citato esplicitamente Fellini stesso («Biancaneve e Greta Garbo, tutti i sogni di Fellini, la corsa delle bighe di Ben-Hur»).
- Nella canzone "Finché saprai spiegarti" dei Bluvertigo (album Zero, 1999) viene citato esplicitamente Fellini («i've been acting with Fellini»)
- Nine, musical teatrale del 1982 di Mario Fratti e Arthur Kopit, ispirato a 8½, di cui Rob Marshall ha realizzato una versione cinematografica nel 2009.
- Fellini - Sono un gran bugiardo, documentario del 2002 di Damian Pettigrew.
- Nell'episodio La febbre del gioco di The Cleveland Show è possibile vedere Fellini per un secondo.
- Giulietta e Federico, documentario di Francesco Del Grosso del 2010.
- Che strano chiamarsi Federico, film biografico su Fellini realizzato da Ettore Scola nel 2013.
- In ambito musicale contengono alcuni riferimenti all'opera di Fellini gli album Fellini Days (2001) di Fish e Funplex (2008) dei B-52s con la canzone Juliet of the Spirits, nonché il video musicale Everybody Hurts dei R.E.M..
- Fellineide, il volto inedito del Grande Maestro (2013). Docufilm di Angelo Quagliotti e Lorenzo Bassi. Regia di Franco Longobardi.
- Nel 19º episodio (il 21° in ordine di produzione) della prima stagione della serie originale di Star Trek, dal titolo "Domani e Ieri", sulla porta di un ufficio della base aeronautica statunitense in cui è ambientata la puntata, si legge "Lt. Col. Fellini".
- Dopo trentaquattro anni dall'uscita della biografia ufficiale e maggiormente informata sulla vita di Federico Fellini, Fellini di Tullio Kezich, Feltrinelli editore, nel 2021 esce una ricerca storica e dettagliata sui primi diciotto anni di vita del regista riminese. Dalla nascita alla partenza per Roma. Lo storico Davide Bagnaresi scrive Federico Fellini, biografia dell'infanzia, Edizioni Sabinae, 2021. Documenti, ricostruzioni e date certe in quella che finora era stata una mitobiografia influenzata dallo stesso regista.
- Fellini degli spiriti, documentario del 2019 di Anselma Dell'Olio sulla passione di Fellini per l'esoterismo e il sovrannaturale.
- Fellini e l'ombra, documentario del 2021 di Catherine McGilvray sulla passione di Fellini per la psicanalisi.
- In Eterno Paradosso, canzone tratta dall'album Exuvia del 2021, il rapper di Molfetta Caparezza cita Fellini, in particolare 8½, nel verso: "Per gli amici sono Snaporaz, cito sempre 8½. Non ho più niente da dire, ma voglio dirlo lo stesso"
- Nel 2022, l'Istituto Italiano di Cultura del Cairo inaugura «La Settimana del Cinema Italiano» con lo spettacolo musicale FelliniRota, ideato e diretto dal Maestro Mario Margiotta. L'opera celebra il sodalizio artistico e umano tra il regista Federico Fellini e il compositore Nino Rota.

## La Giornata mondiale del cinema italiano
Dal 2020, ogni 20 gennaio, è stata istituita la Giornata mondiale del cinema italiano, in onore alla data di nascita di Federico Fellini.